# The 3DO Company
The 3DO Company (trước đây là THDO trên thị trường chứng khoán NASDAQ), cũng gọi là 3DO, là một công ty về trò chơi điện tử. Được thành lập vào năm 1991 dưới tên gọi SMSG, Inc (cho nhóm San Mateo Software) bởi đồng sáng lập viên Electronic Arts là Trip Hawkins có mối quan hệ đối tác với bảy công ty khác, bao gồm LG, Matsushita, AT & T, MCA, Time Warner, và Electronic Arts. Sau khi hệ máy trò chơi điện tử quan trọng nhất của The 3DO Company, mục chơi mạng của 3DO Interactive gặp thất bại trên thị trường, công ty rút lui khỏi ngành kinh doanh phần cứng và trở thành một hãng phát triển trò chơi điện tử lớn thứ 3.

## Lịch sử

### Phát triển hệ máy chơi game
Khi công ty lần đầu tiên được thành lập, mục tiêu ban đầu của công ty là tạo ra một thế hệ kế tiếp, hệ thống trò chơi điện tử đặt cơ sở dựa trên nền tảng – CD, được sản xuất bởi các đối tác khác nhau và được cấp phép kinh doanh; 3DO sẽ thu tiền bản quyền trên mỗi hệ máy bán ra và trên mỗi game được sản xuất. Với các hãng phát hành game, tỷ lệ trả tiền bản quyền giá thấp hơn 3 đô la cho mỗi game là một thỏa thuận rất tốt so với tiền bản quyền phải trả cao hơn cho Nintendo và Sega khi thực hiện game cho các hệ máy của họ. Việc tung ra hệ máy mới của hãng trong tháng 10, năm 1993 đã phát huy tốt, gây nhiều sự chú ý của báo chí trong các phương tiện thông tin đại chúng như một phần của làn sóng đa phương tiện "" trong thế giới máy tính tại thời điểm đó.
Hệ máy 3DO được bán với giá 699 đô la, và hứa sẽ "sớm chấp nhận" không bao giờ để lộ việc trả giá cho tổng số lượng game. Việc thiếu thốn máy rồi sau đó bán hàng chỉ đạt được tỷ lệ bản quyền thấp và chứng minh cho lỗ hổng tai hại. Trong tháng 10 năm 1995, The 3DO Company bán thế hệ máy chơi game kế tiếp, có tên mã là M2 cho Matsushita và thay đổi công việc kinh doanh của mình tập trung vào việc phát triển và phát hành game cho một số game các hệ máy console khác và máy tính.

### Hãng phát triển thứ 3
Sau khi từ bỏ hệ máy 3DO, công ty đã mua lại các hãng Cyclone Studios, Archetype Interactive và New World Computing. Hit lớn nhất của công ty là series game Army Men,có đặc điểm là những chú lính đồ chơi có màu xanh lá cây bằng nhựa, được phổ biến bởi bộ phim không mấy liên quan là Toy Story. Cả series Heroes of Magic và đặc biệt là Heroes of Might và Magic từ công ty con New World Computing có thể là một trong những tựa game khá nổi tiếng và phổ biến trong số các game của họ tại thời điểm phát hành. Trong thời gian cuối những năm 1990, công ty phát đã hành một trong những game MMORPG 3D đầu tiên: Meridian 59, chỉ tồn tại cho đến ngày nay trong tay của một số nhà phát triển ban đầu của game.
Với một ngoại lệ, công ty cũng được đón nhận khá tốt từ sản phẩm khác High Heat Baseball và game BattleTanx hầu hết các game khác của công ty đều bị phê bình kịch liệt. Người tiêu dùng cũng đã không còn quan tâm đến việc mua những phần tiếp theo của các bản game 3DO trước đó và họ khá là thất vọng, nhằm phòng ngừa việc định giá nên 3DO software đã buộc những người hỗ trợ cho 3DO lúc ban đầu cuối cùng phải tập trung vào hệ máy trò chơi điện tử PlayStation next-gen kế tiếp của Sony.
Sau khi vật lộn trong nhiều năm, công ty phải nộp đơn phá sản theo Chương 11 vào tháng 5 năm 2003. Nhân viên bị sa thải mà không được trả lương, và thương hiệu game của công ty và tài sản trí tuệ khác đã được bán cho các đối thủ như Microsoft, Namco, CO, và Ubisoft, và cho cả người sáng lập Trip Hawkins, là người đã trả 405.000 đô la cho các quyền đối với một số thương hiệu lớn tuổi và của công ty "bằng sáng chế danh mục đầu tư Internet ". Hawkins đã thành lập Digital Chocolate, một công ty chuyên về trò chơi di động.